# Школа фабрично-заводского обучения
Шко́ла фабри́чно-заводско́го обуче́ния (школа ФЗО) — низший (основной) тип профессионально-технической школы в СССР. Школы ФЗО были созданы на основе школ ФЗУ. Существовали с 1940 по 1963 год.

## Описание
Школы ФЗО действовали на базе промышленных предприятий и строек в системе Государственных трудовых резервов СССР. Готовили рабочих массовых профессий для строительства, угольной, горной, металлургической, нефтяной и других отраслей промышленности. Срок обучения — 6 месяцев.
В школу принималась сельская и городская молодёжь 16−18 лет с любой общеобразовательной подготовкой (с 1955 года — с начальным образованием и выше). Для подготовки по профессиям, связанным с подземной работой, в горячих цехах, на строительстве, принимались только юноши с 18 лет. Учащиеся находились на полном государственном обеспечении. В 1940-1953 годах молодёжь на обучение в школы ФЗО направлялась в порядке призыва (мобилизации). За нарушения дисциплины и за самовольный уход из училища предусматривалось наказание в виде заключения в трудовые колонии сроком до одного года.
В 1949 году школы ФЗО для угольной и горнорудной промышленности реорганизованы в горнопромышленные школы с 6 и 10-месячными сроками обучения. В 1955 году школы ФЗО для строительства реорганизованы в 10-месячные строительные школы, а с 1957 года — в 2-годичные строительные училища.
В 1959−1963 годах наряду со всеми профессионально-техническими учебными заведениями системы Государственных трудовых резервов СССР все школы ФЗО, горнопромышленные и строительные школы были преобразованы в профессионально-технические училища с различными сроками обучения.
За время существования школ ФЗО было подготовлено около 6 млн рабочих.